# Ранчо дел Медио, Петронило Кастро (Комала)
Ранчо дел Медио, Петронило Кастро (шп. Rancho del Medio, Petronilo Castro) насеље је у Мексику у савезној држави Колима у општини Комала. Насеље се налази на надморској висини од 1195 м.

## Становништво
Према подацима из 2010. године у насељу су живела 4 становника.

### Хронологија
| Година       | 2000        | 2005 | 2010 |
| ------------ | ----------- | ---- | ---- |
| Становништво | 17 (7 / 10) | 10   | 4    |

### Попис
| # | Индикатор                     | Вредност |
| - | ----------------------------- | -------- |
| 1 | Укупно домаћинстава           | 2        |
| 2 | Укупно насељених домаћинстава | 2        |
| 3 | Величина локације             | 1        |